# Anidrytus parki
Anidrytus parki es una especie de coleóptero de la familia Endomychidae.

## Distribución geográfica
Habita en Panamá.